# 1844 en photographie
| Années de la photographie : 1841 - 1842 - 1843 - 1844 - 1845 - 1846 - 1847    |
| Décennies de la photographie : 1810 - 1820 - 1830 - 1840 - 1850 - 1860 - 1870 |

Cet article présente les faits marquants de l'année 1844 en photographie.

## Événements

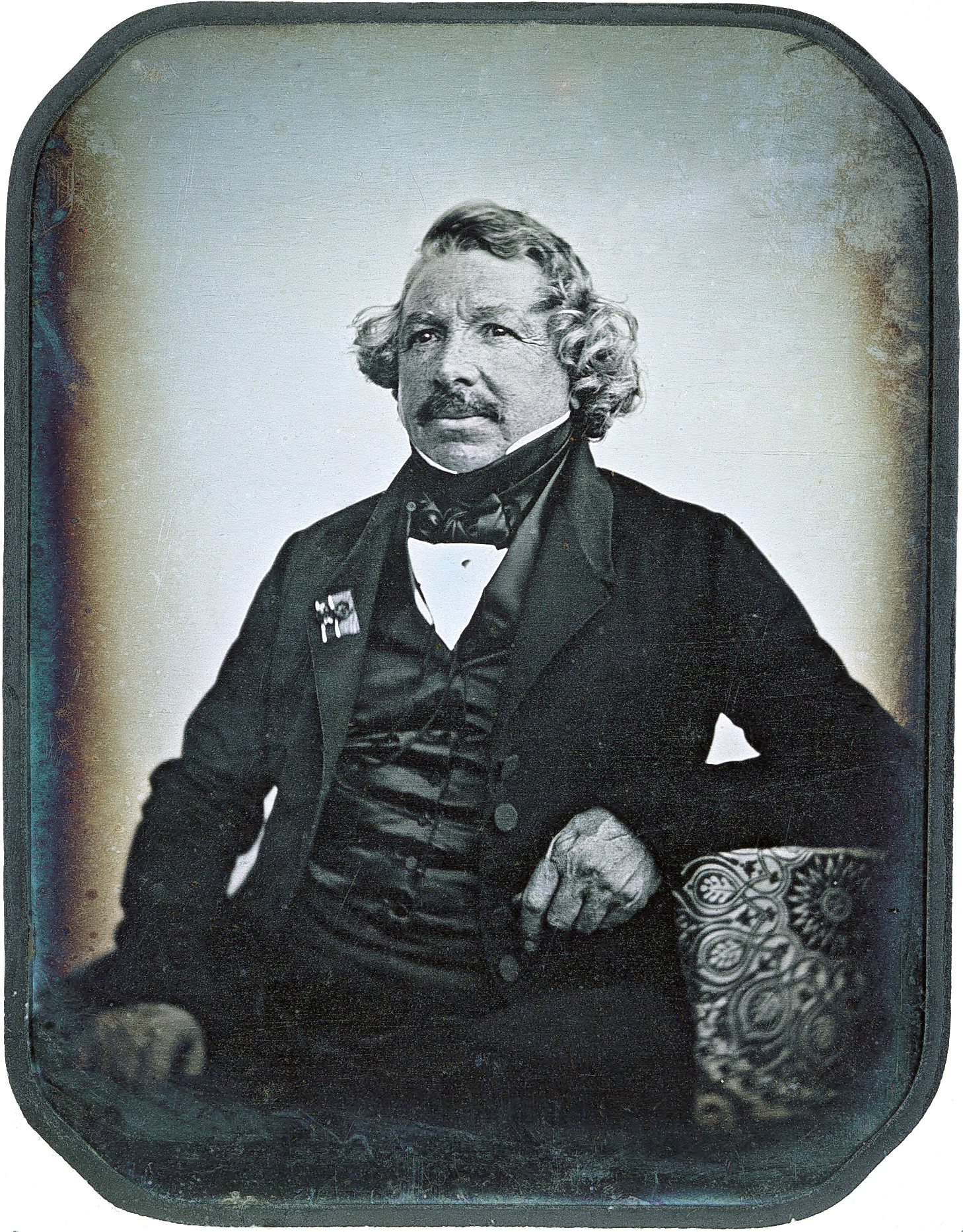
Jean-Baptiste Sabatier-Blot, portrait de Louis Daguerre, daguerréotype, 1844, collection de la George Eastman House à Rochester.

- Pierre-Louis Pierson ouvre un atelier photographique à Paris.
- Amélie Guillot-Saguez ouvre un atelier photographique à Paris.
- 1er mai - 29 juin : l’activité prolifique des ateliers de daguerréotypes parisiens depuis 1839 est couronnée par la première exposition universelle de Paris, sur les Champs-Élysées, où de nombreux travaux sur daguerréotypes sont présentés.
- 24 octobre : Jules Itier, inspecteur des douanes français et daguerréotypiste amateur, accompagne des diplomates français en Chine lors de la négociation du traité commercial de Huangpu ; il réalise des photographies des négociateurs à bord de la corvette française L'Archimède sur la rivière des Perles au large de l'île de Huangpu, ainsi que des vues de Macao ; ce sont les premières photographies conservées de la Chine[1],[2].

## Livres de photographies
- juin : début de la publication en livraisons de The Pencil of Nature (Le Crayon de la nature) de William Henry Fox Talbot, à Londres : c'est le premier livre illustré de photographies (24 au total) à être publié dans le commerce. Chaque photographie est accompagnée d’un texte bref Introductory Remarks et l'ouvrage se termine par une rapide histoire de l’invention du calotype : Brief Historical Sketch of the Invention of the Art[3]. Dans le premier fascicule figure The Haystack [La Meule de foin][4].

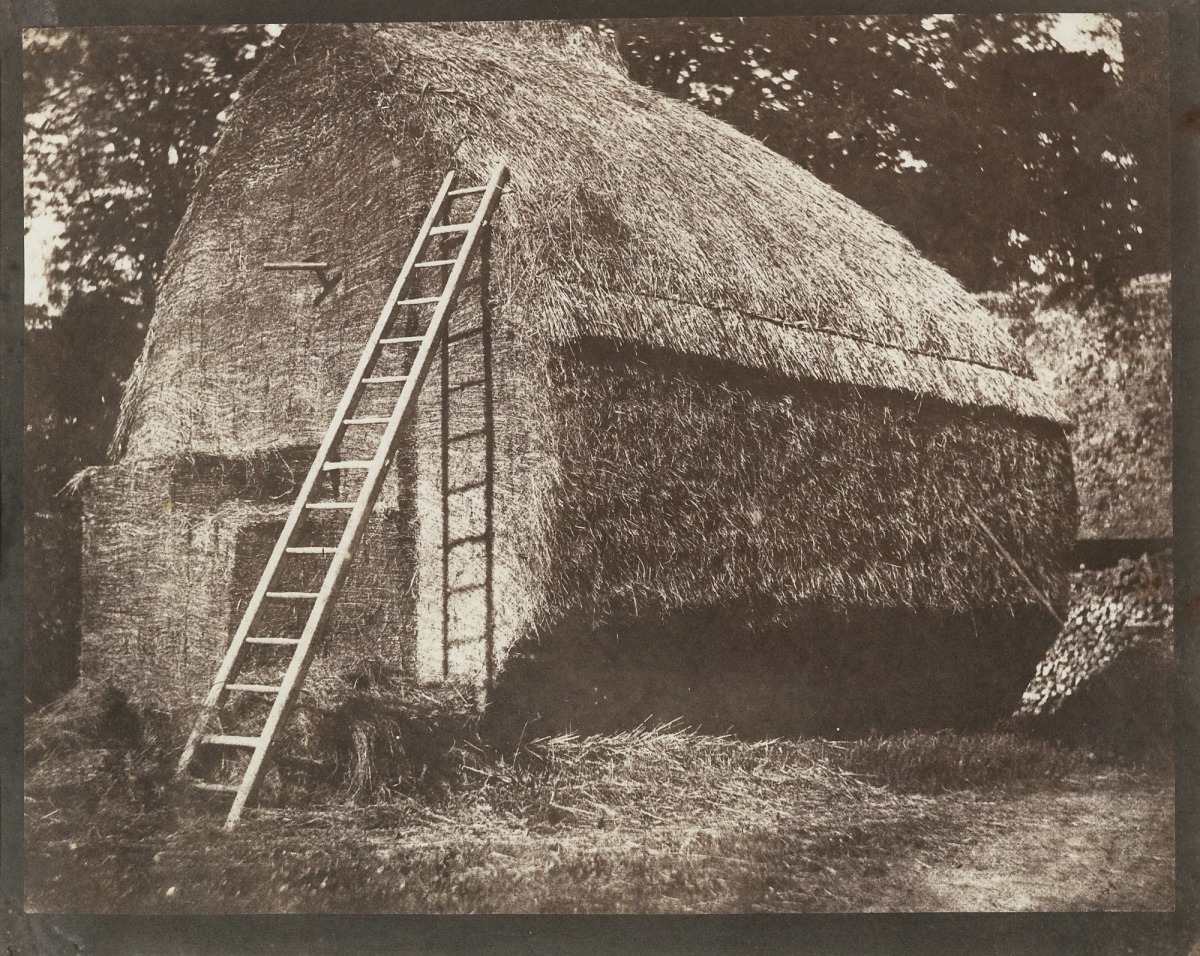
William Henry Fox Talbot, The Haystack, calotype.

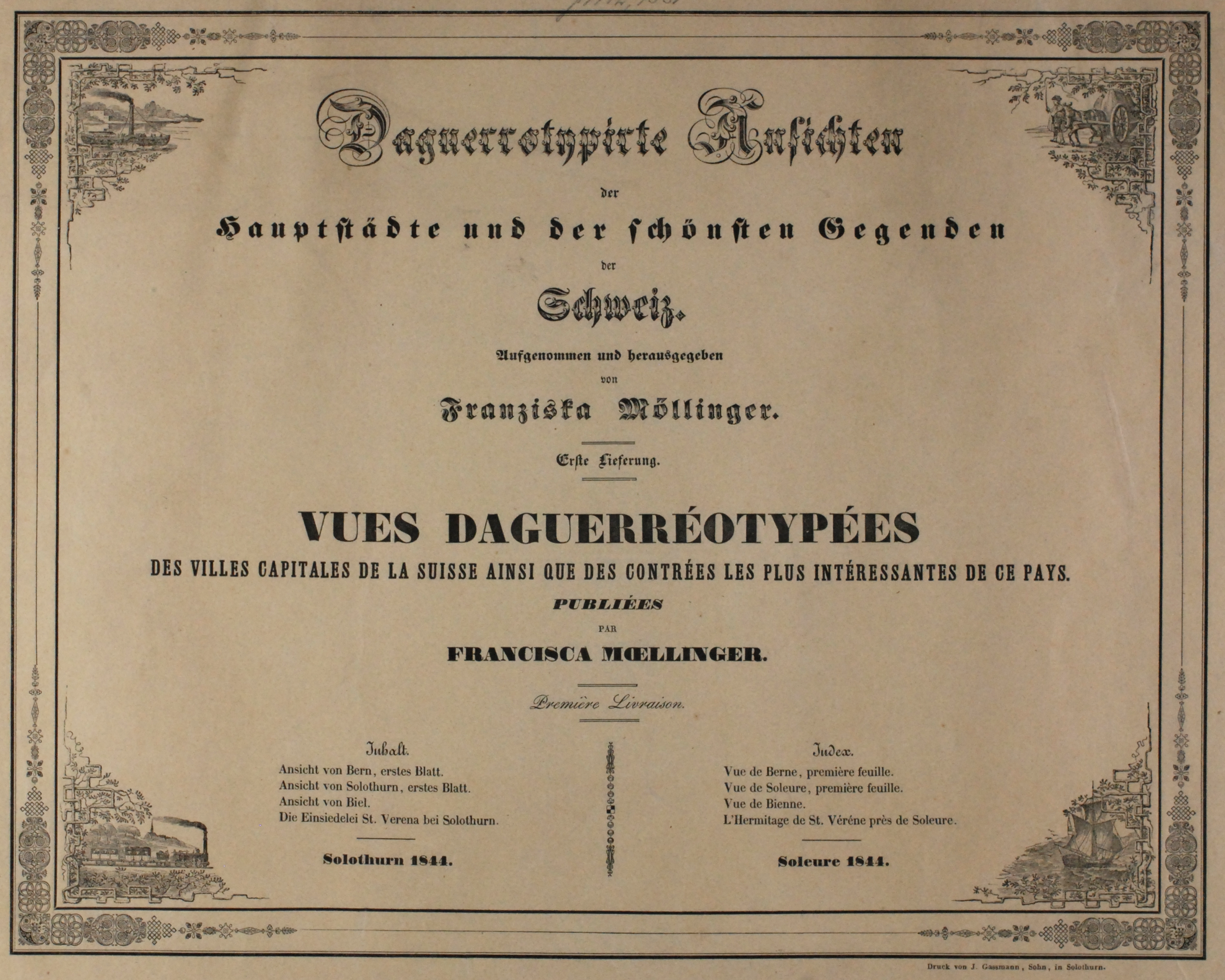
Page de titre des Vues daguerréotypées de Franziska Möllinger.

- La photographe suisse Franziska Möllinger publie à Soleure, à compte d'auteur, Daguerreotypirte Ansichten der Hauptstädte und der schönsten Gegenden der Schweiz - Vues daguerréotypées des villes capitales de la Suisse ainsi que des contrées les plus intéressantes de ce pays, recueil de 16 lithographies basées sur ses daguerréotypes de paysages[5].

## Études, essais, articles
- Charles Chevalier, Mélanges photographiques : complément des nouvelles instructions sur l'usage du daguerréotype, Paris, chez l'auteur, 127 p. (Lire en ligne).
- Louis Daguerre, Nouveau moyen de préparer la couche sensible des plaques destinées à recevoir les images photographiques, Paris, Bachelier, 20 p. (lire en ligne).
- Marc Antoine Gaudin, Traité pratique de photographie, exposé complet des procédés relatifs au daguerréotype, Paris, J.-J. Dubochet, IV-248 p.

## Naissances
- 26 janvier : Émile Tourtin, peintre et photographe français, mort après 1925.
- 15 mars : Ferdinand Hurter, ingénieur chimiste suisse installé en Angleterre, qui met au point avec Vero Charles Driffield (en) la sensitométrie servant en photographie à réaliser des échantillons de pellicules de manière normalisée, mort le 12 mars 1898.
- 30 mai : Félix Arnaudin, ethnographe, écrivain et photographe français, mort le 6 décembre 1921.
- 29 juin : Federico Peliti, photographe italien, actif en Inde, mort le 28 octobre 1914.
- 25 juillet : Thomas Eakins, peintre et photographe américain, mort le 25 juin 1916.
- 5 août : Giuseppe Bertucci, photographe italien, mort en 1926.
- 22 août : Sophie Tolstoï, autrice et photographe amateure russe, morte le 4 novembre 1919.
- 3 septembre : Émile Pricam, photographe suisse, mort le 20 août 1919.
- 15 novembre : György Klösz, photographe hongrois, mort le 4 juillet 1913.
- 25 décembre : Émile Béchard, photographe français, actif au Caire, mort après 1905.
- Date précise non renseignée ou inconnue :
  - Lala Deen Dayal, photographe indien, mort le 5 juillet 1905.
  - James Ricalton, explorateur et photographe américain, mort le 28 octobre 1929.
  - Sakuma Hanzō, photographe japonais, mort en 1897.
  - Uchida Kuichi, photographe japonais, mort le 17 février 1875.